# Conor Washington
Conor James Washington (Chatham, 1992. május 18. –) angol születésű északír válogatott labdarúgó, a Rotherham United játékosa.
Az Északír válogatott tagjaként részt vett a 2016-os Európa-bajnokságon.